# 科爾伍德 (蒙大拿州)
科爾伍德（英語：Coalwood）是位於美國蒙大拿州保德河縣的非建制地區。

## 歷史
科爾伍德的郵局於1912年設立，其後於1973年停運。

## 地理
科爾伍德所處的海拔為高於海平面1020米（即3347英呎），而該地所採用的時區為UTC-6，即北美山地時區（MST）。同時該地設有夏令時間，為UTC-7調快一小時，即UTC-6（MDT）。